# Dunfermline Palace

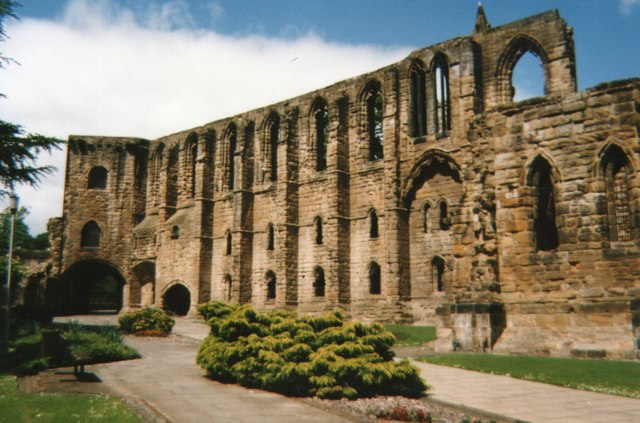
Resterna av Dunfermline Palace.

Dunfermline Palace var ett slott i Dunfermline, Fife, i Skottland. 
Palatset var associerat med Dunfermline Abbey. Dess tidiga historia är fragmentariskt dokumenterad, men de skotska regenterna bodde ofta på egendomen under medeltiden. David II föddes där 1324. 
Omkring år 1500 byggdes huset om från ett medeltida hus till ett modernt, obefäst renässansslott. Det var ett favoritresidens för det skotska hovet under 1500-talet. Slottet övergavs sedan Skottlands kung blev Englands kung 1603. Det besöktes senast av en kung under år 1650. 
Senast 1708 hade det förvandlats till en ruin, då taket det året noteras vara borta. 
Ruinerna är en populär turistattraktion.